# Gero Hocker
Gero Clemens Hocker (* 30. Juni 1975 in Bremen) ist ein deutscher Politiker (FDP). Von 2009 bis 2017 war er Mitglied im Landtag von Niedersachsen. Von 2017 bis 2025 war er Abgeordneter im Deutschen Bundestag. Von September bis November 2024 war er Parlamentarischer Staatssekretär beim Bundesminister für Digitales und Verkehr und Beauftragter der Bundesregierung für den Schienenverkehr. Außerdem war er von 2019 bis 2024 Präsident des Deutschen Fischerei-Verbandes (DFV).

## Leben
Hocker machte 1994 das Abitur und absolvierte im Anschluss den Grundwehrdienst im Panzergrenadierbataillon 323 in Schwanewede. Von 1995 bis 1998 folgte eine Ausbildung zum Bankkaufmann bei der Sparkasse Bremen. Nach der Ausbildung arbeitete Hocker im Marketing-Bereich. Außerdem studierte er von 1998 bis 2003 das Fach Wirtschaftswissenschaften an der Universität Bremen. Er arbeitete danach bis 2006 als Vermögensberater bei der Nordwestfinanz Bremen.
Von 2006 bis 2007 war er als wissenschaftlicher Mitarbeiter am Institut für Institutionelle Ökonomik und Innovationsökonomik der Universität Bremen tätig. Er forschte in Alabama und Oregon und promovierte im Anschluss. Von 2007 bis 2008 war er als Assistent des Vorstandsvorsitzenden der AWD Holding AG in Hannover tätig. Bis zu seinem Einzug in den Landtag von Niedersachsen, in den er durch das Ausscheiden von Philipp Rösler am 28. Oktober 2009 nachrückte, arbeitete er bei der Allianz Beratungs- und Vertriebs-AG in Oldenburg.
Am 17. Januar 2019 wurde er zum Präsidenten des Deutschen Fischerei-Verbandes (DFV) gewählt. Dieses Amt hatte er bis September 2024 inne.

## Politische Laufbahn
Hocker war seit 1998 bis 2019 Vorsitzender des FDP-Kreisverbandes Verden. Von 2000 bis 2002 war er Mitglied im Vorstand des FDP-Landesverbandes Niedersachsen. Außerdem war er von 2001 bis 2008 und ist erneut seit dem 1. November 2016 Ratsherr der Stadt Achim. Dieses Mandat nimmt er selten war.
Vom 28. Oktober 2009 bis zur Parlamentsauflösung im September 2017 war Hocker Mitglied des Niedersächsischen Landtags. Innerhalb der FDP-Fraktion war er Umweltpolitischer Sprecher. Seit 2010 ist er zudem wieder Mitglied im Vorstand der Niedersächsischen FDP. Von Mai 2015 bis April 2017 war er Beisitzer im FDP-Bundesvorstand.
Von 2012 bis 2018 war er Generalsekretär der FDP Niedersachsen. Im April 2018 wurde er als Beisitzer in den Landesvorstand gewählt.
Bei der Bundestagswahl 2017 trat Hocker für die FDP im Bundestagswahlkreis Osterholz – Verden an und wurde über die niedersächsische Landesliste der FDP in den 19. Deutschen Bundestag gewählt. Innerhalb der Fraktion der FDP im Deutschen Bundestag war Hocker Sprecher für Landwirtschaft und Ernährung und gehört als stellvertretendes Mitglied dem Ausschuss für Verkehr und digitale Infrastruktur an.
Im März 2023 wurde Hocker auf dem Landesparteitag der FDP Niedersachsen zur Wahl des Landesvorsitzenden vorgeschlagen. Er unterlag im ersten Wahlgang gegen den Bundestagsabgeordneten Konstantin Kuhle, der zu diesem Zeitpunkt amtierender Generalsekretär war. Direkt im Anschluss wurde Hocker vom Parteitag zum ersten stellvertretenden Vorsitzenden seiner Partei gewählt.
Im September 2024 wurde Hocker als Nachfolger von Michael Theurer zum Parlamentarischen Staatssekretär und als Beauftragter der Bundesregierung für den Schienenverkehr ernannt. Nach der Entlassung von Christian Lindner als Bundesminister der Finanzen gab Hocker am 7. November 2024 seinen Rücktritt bekannt.

## Politische Positionen
Gero Hocker meinte in einem Gespräch mit der Fachzeitung Agrarzeitung, dass die Subventionspolitik in der europäischen Landwirtschaft fehlgeleitet sei, er sprach von einem „Ergebnis von Fehlentscheidungen der Politik, die mit Geld ausgeglichen wurden“. Gero Hocker steht als landwirtschaftspolitischer Sprecher seiner Fraktion auch für die Aussage: „Der Staat sollte keine finanziellen Garantien für den Status quo aussprechen, die falsche Entscheidungen fördern.“ Damit spricht er sich in einem Interview mit dem Journalisten Patrick Pehl gegen politisch geleitete finanzielle Anreize in der Betriebsstruktur aus. Er spricht sich gegen weitere Fördermittel aus. Das Subventionsgeflecht der Europäischen Union sei auch schädlich für die Ernährung der wachsenden Weltbevölkerung.
Hocker äußerte mehrfach explizit „klimaskeptische“ Thesen. Bei einer Landtagsrede am 31. Oktober 2013 äußerte er sich kritisch gegenüber der Klimapolitik der rot-grünen Landesregierung und stellte den menschengemachten Klimawandel in Frage. Seine Haltung begründete er unter anderem mit der nicht der Wirklichkeit entsprechenden Behauptung, dass Grönland vor 1000 Jahren eisfrei gewesen sei. Der Klimaforscher Georg Hoffmann bezeichnete Hocker daraufhin auf der Plattform ScienceBlogs als „Klimaschmock des Monats“. Ebenfalls warf Hocker dem Weltklimarat IPCC mit der Begründung, dieser habe eine falsche Temperaturprognose abgegeben, vor, unglaubwürdig zu sein. Hoffmann erklärte daraufhin, dass der IPCC die von Hocker kritisierte Temperaturprognose überhaupt nicht getätigt habe. 2019 erklärte Hocker seine damalige Aussage für fehlerhaft, weswegen er sie nicht wiederholen würde, kritisierte aber zugleich die Klimaschutzaktivistin Greta Thunberg und warf ihr unerträgliche Selbstverliebtheit und Opfermentalität vor. 2024 darauf angesprochen, ob er immer noch Zweifel am Klimawandel hege, antwortete er ausweichend.
Hocker unterstützt den Antrag der FDP, der fordert: Organisationen, die Straftaten tolerieren, dazu aufrufen oder diese im Nachhinein versuchen zu rechtfertigen, soll die Gemeinnützigkeit entzogen werden. Im Gespräch mit der taz sagte er dazu: „Ich glaube, dass das die Axt an den Rechtsstaat legt, wenn privatwirtschaftliche Organisationen Funktionen übernehmen, die eigentlich von den Veterinärbehörden übernommen werden müssten“. Im deutschen Bundestag behauptete Hocker, dass Filmmaterial aus Tierställen „fast immer manipuliert“ sei und „in 99 Prozent der Fälle nicht die Realität“ abbilden würden. Auf Nachfrage der ARD erklärte sein Büro zunächst, dass die Tierrechtsorganisation Peta Manipulationen habe eingestehen müssen. Auf eine weitere Nachfrage, worin denn die Manipulationen bestünden, wurde angegeben, dass Aufnahmen aus einem Zoo zusammengeschnitten und mit Musik untermalt waren. Auf den Einwand, dass dies aber nicht bedeuten würde, dass „99 Prozent der Fälle manipuliert“ seien, wurde darauf abgestellt, dass Hocker sich generell auf die „Art der Präsentation: schnelle Schnitte, dramatische Musik“ bezogen hätte. Hocker behauptete weiterhin, dass Aufnahmen aus Tierställen an Fernsehsender „verhökert“ würden, konnte allerdings keine Beispiele nennen. Sein Büro gab an, dass die Aufnahmen für ein angeblich „steigendes Spendenaufkommen“ sorgten und gab zu, dass „nicht bekannt sei“, ob Geld fließe.
Hocker sprach sich dafür aus, Werbung für ungesunde Lebensmittel, welche sich speziell an Kinder richtet, nur sehr eingeschränkt zu untersagen.

## Lobbyismus-Kontroverse
Im August 2020 wurde bekannt, dass Hockers Mitarbeiter Benjamin Berg und Christoph Pein eine Firma gegründet hatten, über welche Lobbyisten für mehrere Tausend Euro „Facebook-Live“-Talks mit Hocker auf dessen Profil buchen konnten. Hocker bestritt, etwas über die finanziellen Konditionen gewusst zu haben. Bei den Summen handele es sich „um Beiträge zu den Produktionskosten“. Die Süddeutsche Zeitung bemerkte, dass die Lobbyisten keine kritischen Fragen fürchten mussten, sondern vielmehr mit Stichworten gefüttert wurden, um entsprechend ihre Agenda platzieren zu können. Spätere Reden Hockers wiesen jeweils eine erhebliche Nähe zu den dort zu Wort kommenden Lobbyisten aus der Tabakindustrie oder der Düngemittelbranche auf. Später erklärte Hocker, er habe kein Geld erhalten und es bestehe keine Verbindung zwischen seinen politischen Entscheidungen und dem Gesprächsformat. Um keinen falschen Anschein zu erwecken, werde die Agentur auf seine Bitte geschlossen.